# Solomon Kopelman
Pour les articles homonymes, voir Kopelman.

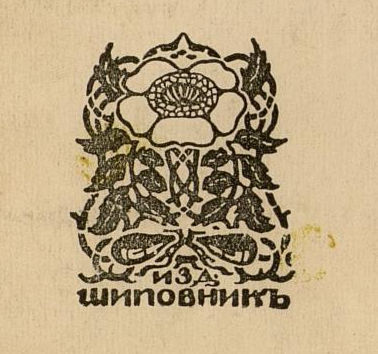
Chipovnik, logo des éditions

Solomon Kopelman (en russe : Соломон Юльевич Копельман), né le 8 janvier 1881, à Vasilishki, raïon de Chtchoutchyn, voblast de Hrodna, gouvernement de Vilna, dans l'Empire russe et mort le 21 juillet 1944 à Moscou en URSS, est un éditeur russe et rédacteur de revues, copropriétaire, avec Zinovi Grjebine de la maison d'édition Chipovnik (1906—1922).

## Biographie

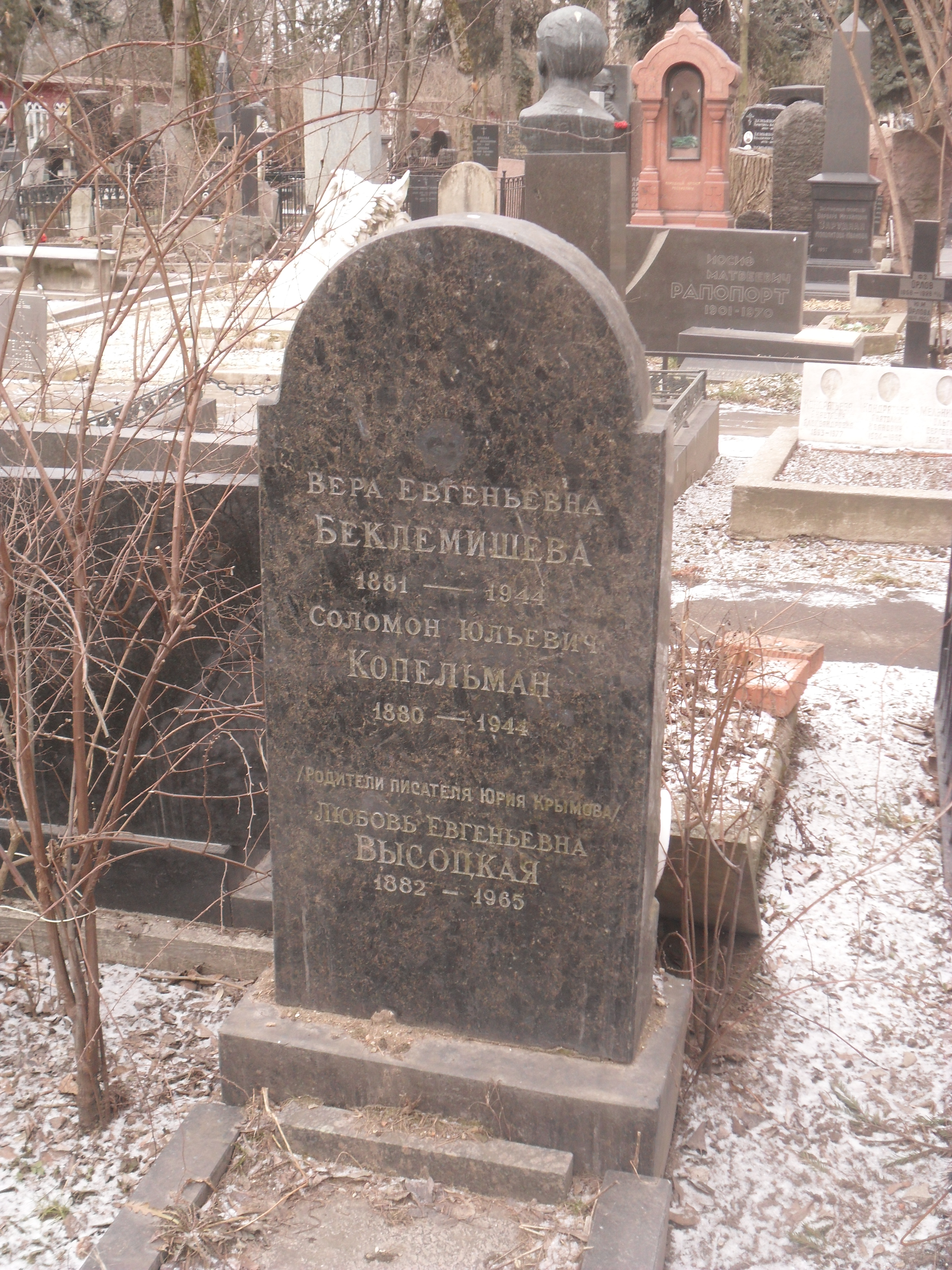
Tombe de Kopelman dans le
Cimetière de Novodevitchi à Moscou

Kopelman naît dans une famille de marchands juifs. Son grand-père (Ilia Naoumovitch Kopelman), marchand de la première guilde, né en 1826 à Vasilishki, Voblast de Hrodna, Gouvernement de Vilna et mort en 1914, à Varsovie, est un promoteur actif de l'Haskala, auteur du livre Das Licht des Evangeliums (1895) sur la relation entre le christianisme et le judaïsme, avec une analyse critique séparée de documents de l'Halakha et de l'Aggada. Il s'occupait d'une firme commerciale E. N. Kopelman et fils spécialisée dans le commerce de l'orge et du beurre sur la perspective Izmaïlovski, maison no 22 à Saint-Pétersbourg. Son père, Youdel Kopelman, né en 1841 à Vasilishki et mort en 1893 à Saint-Pétersbourg, participait à l'entreprise du grand-père et est décédé quand son fils Solomon n'avait que 4 ans.
En 1881, la famille déménage à Lida, puis à Minsk, et, au début des années 1890, à Saint-Pétersbourg. En 1899, Solomon est diplômé de l'école de commerce de la société marchande de Saint-Pétersbourg, puis il est étudiant en droit à l'université impériale de Saint-Pétersbourg. En 1902, il est arrêté pour possession de littérature illégale relative à l'affaire d'une organisation étudiante appelée Caisse des radicaux : il se défend avec des moyens évasifs et est condamné à trois mois de prison. Il est libéré sous caution de 1 000 roubles le 31 décembre 1903 et, en définitive, est condamné à trois ans d'exil en Sibérie orientale sous surveillance de la police. Il émigre toutefois quelque temps en Allemagne et en France, et assiste à des conférences à la Sorbonne. Après l'amnistie d'octobre 1905, il retourne à Saint-Pétersbourg.
En 1906, en collaboration avec Zinovi Grjebine, il fonde les éditions Chipovnik à Saint-Pétersbourg et devient rédacteur de son almanach ; ensemble avec D. Veissom (1878—1938) et jusqu'en 1914, il dirige la maison d'édition,. Celle-ci publie une série d'almanachs littéraires et artistiques : Chipovnik, Recueil du Nord, des œuvres de fiction, des articles sur les questions sociales. Il collabore à Journal dlia vsekh et à Sovremennom mire. En 1918, au départ de Z. Grjebine, la maison d'édition cesse d'exister, mais en 1922 Solomon Kopelman publie une nouvelle version de Chipovnik,. Il a été membre du conseil d'administration de l'association Lektor. Il vivait rue de la cavalerie, maison no 22 à Saint-Pétersbourg.
Durant la Première Guerre mondiale, il était au front. Après son divorce d'avec Véra Beklemicheva (1917), il s'installe à Moscou. Au début des années 1920, il est trésorier de la société pan-russe des éditeurs de livres. Du 1er novembre 1922 à la fin des années 1920, il travaille en tant que chef-adjoint, puis chef du bureau scientifique et d'édition du Soviet de l'industrie pétrolière (transformé en 1927 en édition pétrolière du Conseil suprême de l'économie nationale). Il meurt le 21 juillet 1944 à Moscou et est inhumé au cimetière de Novodevitchi. 

## Famille
- Son épouse, l'interprète et femme de lettres Véga Beklemitcheva (1881-1944) a collaboré avec lui comme rédactrice aux éditions Chipovnik[10].
  - Son fils est l'écrivain et journaliste Youri Krymov (ru), connu sous le pseudonyme de Youri Krimov.